# Sj-ljudet
Sj-ljudet (även sje-ljudet eller 7-ljudet) är ett tonlöst frikativt fonem, eller en kategori av konsonanter, som används i svenska språket i ord som sju, passion, hyssja eller dusch. Sj-ljudet uppträder i två huvudvarianter: en bakre (eller ”mörkare”) variant, och en främre (eller ”ljusare”) variant, men båda varianterna är föremål för avsevärd variation. Denna variation är bland annat dialektal och sociolektal, och flera dialekter varierar dessutom mellan båda huvudvarianterna beroende på ljudets position i ordet. Den bakre varianten brukar betecknas med IPA-symbolen [ɧ] och den främre med [ʂ], eller ibland med [ʃ].

## Varianternas distribution
Sj-ljudet kan uppträda i alla positioner i ett ord, men det är vanligast i början av ord (initialt), t.ex. i ord som sju, skina eller skjorta. Något ovanligare är det i mitten av ord (medialt), t.ex. i hässja, duscha, och i slutet av ord (finalt), där det främst förekommer i lånord och interjektioner, till exempel i brosch, garage eller usch. I dessa tre positioner fördelar sig de båda huvudvarianterna av sj-ljudet olika i olika dialekter. Det finns tre olika distributioner (fördelningar):
1. enbart bakre sj-ljud [ɧ] i alla positioner förekommer i södra och sydvästra Sverige
2. enbart främre sj-ljud [ʂ] i alla positioner förekommer i dialekter i norra Norrland, i Finland, i västliga dialekter nära norska gränsen[9] och hos somliga talare i Stockholm
3. både bakre och främre sj-ljud i så kallad komplementär distribution förekommer i mellersta Sverige, inklusive de flesta talare i Stockholm

I de dialekter som enbart har ett sj-ljud uttalas alltså sju, duscha och garage alla med samma ljud, antingen [ɧ] (främst i södra Sverige) eller [ʂ] (främst i norra Sverige). I de dialekter som har båda sj-ljuden fördelar de sig så, att bakre sj-ljud används i början av ord och inuti ord före en betonad vokal, t.ex. i skiva [ˈɧiːva] eller passion [paˈɧuːn]. I övriga positioner, det vill säga inuti ord före en obetonad vokal eller i slutet av ord, används i stället främre sj-ljud, t.ex. i hyssja [ˈhʏʂːa] eller dusch [dɵʂː].
I dialekter med främre sj-ljud sammanfaller vanligtvis sj-ljudet med det retroflexa rs-ljudet i ord som kors [kɔʂː]. För dessa talare rimmar således kurs [kɵʂː] med dusch [dɵʂː]. I sydsvenska dialekter med bakre r-ljud [ʁ] och bakre sj-ljud förekommer inga retroflexer, vilket gör att motsvarande ord inte rimmar: [kɵʁs] respektive [dɵɧː]. Fördelningen kan sammanfattas således:
| Region                              | skiva  | passion | hyssja | dusch  | kurs       |
| ----------------------------------- | ------ | ------- | ------ | ------ | ---------- |
| södra Sverige                       | bakre  | bakre   | bakre  | bakre  | [ʁs], [sː] |
| mellersta Sverige                   | bakre  | bakre   | främre | främre | främre     |
| norra Norrland, nära norska gränsen | främre | främre  | främre | främre | främre     |
| Finland                             | främre | främre  | främre | främre | [rs]       |

## Uttal av sj-ljudet

### Bakre sj-ljud
| IPA-tecken |
|            |
| U+0267     |

Det bakre sj-ljudet [ɧ] är dorsovelart, det vill säga uttalas med tungryggen (dorsum) höjd mot gomtaket (velum), vanligtvis med medföljande labiodental friktion [ɧᶠ] och läpprundning [ɧᶠʷ]. Graden av läpprundning varierar dialektalt; sydsvenska dialekter sägs ha mera framträdande läpprundning, medan tungryggsartikulationen överväger i götamålsdialekter, vilket gör att det bakre sj-ljudet i dessa dialekter kan låta mera ”raspigt” (närmare tyskans ach-ljud). Viss läpprundning förekommer dock hos alla talare, och för dem som har det blir ofta den labiodentala förträngningen den primära artikulationen, vilket gör att sj-ljudet ibland uppfattas som ett sorts f-ljud (labiodental frikativa) av andraspråksinlärare. Olika dialekter och olika talare varierar alltså i vilken av den velara artikulationen och den labiala (labiodentala) som är övervägande. I centralsvenska är båda artikulationerna lika viktiga och ljudet kan därför där klassificeras som labial-velart.

### Främre sj-ljud
| IPA-tecken |
|            |
| U+0282     |

Den främre varianten är i Sverige generellt en tonlös retroflex frikativa [ʂ] vilken i retroflekterande dialekter således sammanfaller med det retroflexa ljudet i ord som kurs. Den uttalas med tungbladet eller tungspetsen höjd mot bakre delen av tandvallen (postalveolart) och ibland med bakåtböjd retroflex artikulation. Ljudet liknar det icke-retroflexa ljud [ʃ] som finns i t.ex. engelskan och tyskan i ord som ship respektive Schiff. Vissa talare ska enligt uppgift ha både [ʂ] och [ʃ] i sitt tal, och enligt Bertil Malmberg ska [ʃ] ha varit vanligare i uppsvenskt talspråk i början av ord, medan [ʂ] var vanligare i mitten och i slutet av ord, på grund av sammanfall med /rs/. Enligt Tomas Riad har det inte undersökts om en sådan systematicitet existerar och huruvida det finns dialekter som skiljer mellan [ʂ] och [ʃ] efter vokal.

#### Finlandssvenska
Det råder oenighet om det finlandssvenska främre sj-ljudet. Enligt somliga ska det finlandssvenska ljudet vara alveolopalatalt [ɕ], det vill säga identiskt med det sverigesvenska tj-ljudet, medan andra hävdar att det är ett icke-retroflext [ʃ], det vill säga likt det i engelskan, tyskan och franskan. Enligt Kari Leinonen är det finlandssvenska sj-ljudet rätt likt det svenska tj-ljudet, men att det hos finlandssvenskar förekommer rätt stor variation i uttalet av detta ljud mellan [ɕ], [ʃ] och [ʂ]. Eftersom det finlandssvenska tj-ljudet i regel är en affrikata [tɕ] sker inget sammanfall med detta fonem om sj-ljudet uttalas alveolopalatalt.

## Sociolektal variation
Det bakre och det främre sj-ljudet bär inte på samma sociala prestige, utan det främre sj-ljudet har ansetts ”finare” än det bakre. Undersökningar från bland annat Stockholm och Eskilstuna har visat att sj-ljud framför betonad vokal (som i skiva) oftare uttalas som främre sj-ljud i högre sociala skikt än i lägre. En undersökning från 1967 av skolbarns sj-ljud visade t.ex. att [ʂ] var vanligare hos barnen i en skola i Djursholm än hos barnen i en skola på Södermalm. Dessutom har undersökningar visat att vissa talare föredrar ett främre sj-ljud vid uppläsningar och högtidligt tal, men använder bakre sj-ljud vid ledigt samtalsspråk.
På flera håll i Sverige har också främre sj-ljud varit vanligare hos kvinnor än hos män, vilket har visats i studier av talare från bland annat Eskilstuna, Luleå och Malmberget, men har också beskrivits för Göteborg. Det uttal ska även ha varit det påbjudna i flickskolor, och främre sj-ljud i andra positioner än efter betonad vokal har därför förr gått under namnet fruntimmers-sje.
I äldre handböcker i talvård och uttalsundervisning och i vissa läroböcker i fonetik har bakre sj-ljud inte ansetts ”riksspråkliga” utan sydsvenskt dialektala. Främre sj-ljud har också åtminstone före 1970-talet gynnats vid t.ex. Statens scenskola och Sveriges Radio vid åtminstone upplästa eller högtidliga texter.

## Stavning
Sj-ljudet är det fonem i svenska språket med flest stavningsvarianter. Radioprogrammet Språket i P1 genomförde 2010 en undersökning där de efterlyste möjliga stavningar av sj-ljudet och kom upp i 65 varianter, som dock inkluderade stavningar där källan till ljudet är retroflektering (t.ex. ⟨rz⟩ i Tarzan) samt många stavningar med bara något enstaka exempel (t.ex. ⟨xky⟩ i ortnamnet Spraxkya). De många stavningarna av sj-ljudet beror framför allt på historiska ljudförändringar samt många lån från franskan. Några vanligare stavningar ges i tabellen nedan, men många fler stavningar förekommer i enstaka ord.
| Stavning    | Exempel  | Centralsvenskt uttal |
| ----------- | -------- | -------------------- |
| ⟨sj⟩        | sjö      | [ɧøː]                |
| ⟨sk⟩        | skön     | [ɧøːn]               |
| ⟨stj⟩       | stjärna  | [ˈɧæːɳa]             |
| ⟨skj⟩       | skjorta  | [ˈɧʊʈːa]             |
| ⟨sch⟩       | schack   | [ɧakː]               |
| ⟨sh⟩        | shah     | [ɧɑː]                |
| ⟨j⟩         | jour     | [ɧuːr]               |
| ⟨ch⟩        | chef     | [ɧeːf], [ɧɛːf]       |
| ⟨g⟩         | giraff   | [ɧɪˈrafː]            |
| ⟨ti⟩        | station  | [staˈɧuːn]           |
| ⟨(t)i⟩ [tɧ] | nation   | [natˈɧuːn]           |
| ⟨ssi⟩       | passion  | [paˈɧuːn]            |
| ⟨si⟩        | division | [dɪvɪˈɧuːn]          |

## Närliggande fonem

### Tj-ljudet
Det främre sj-ljudet har viss likhet med det så kallade tj-ljudet [ɕ] i ord som tjata och kök. Det främre sj-ljudet artikuleras dock med tungspetsen mot eller bakom tandvallen, medan tj-ljudet artikuleras med främre delen tungryggen, och med tungspetsen vilande bakom undertänderna. Det auditiva intrycket blir att tj-ljudet upplevs ”ljusare”. Hos talare av centralsvenska och sydsvenska vållar i regel inte likheten mellan ljuden något problem, eftersom främre sj-ljud enbart förekommer efter vokal (i ord som hyssja och dusch), medan tj-ljudet enbart förekommer före vokal. Hos talare med främre sj-ljud i början av ord görs kontrasten ibland tydligare genom att uttala sj-ljudet med läpprundning [ʂʷ]. I vissa ord finns dock tendenser till sammanfall mellan sj-ljudet och tj-ljudet. Det gäller dels individuella ord som chans, choke eller match som kan uttalas med antingen sj-ljud eller tj-ljud, samt vissa ord på för- såsom försöka. I många norska dialekter sammanfaller också motsvarigheterna till dessa ljud. Minimala par mellan sj- och tj-ljudet är till exempel skälla—källa eller sköld—köld, med flera.